# Endurance (lớp tàu đổ bộ)
Tàu đổ bộ lớp Endurance là tàu lớn nhất của Hải Quân Singapore, được thiết kế và chế tạo bởi hãng Singapore Technologies (ST) Marine nhằm mục đích thay thế chiếc County.